# Карнаухова, Эльмира Рамилевна
Эльми́ра Карнау́хова (род. 10 июля 1985) — российская шахматистка, гроссмейстер (2007) среди женщин.

## Спортивная карьера
- В шахматы начала играть в 4,5 года.
- Первый большой успех пришёл в 9 лет: стала победителем в Первенстве Урала по шахматам, который проходил в г. Тюмени;
- Многократная чемпионка г. Уфы и Республики Башкортостан;
- Завоевала все шахматные регалии: мастер ФИДЕ, мастер спорта России, международный мастер (2001), международный гроссмейстер (2008);
- Чемпионка VI Всемирной детской шахматной олимпиады (1998; г. Стамбул);
- Бронзовый призёр чемпионатов Европы (1999, 2000, 2003);
- Чемпионка России среди девушек до 20 лет (2002) и др.;
- В 1999 году на чемпионате мира в Испании вице-чемпионка Эльмира Карнаухова обыграла всех своих соперников и одержала впечатляющую победу над сильнейшей шахматисткой Китая Се Жун, набрав 8,5 баллов из 11-ти;
- Также ею был выполнен второй балл мужского мастера международного класса на Международном турнире «Еlekes Memorial» в Венгрии в 2005 году;
- Победительница III Всероссийской летней Универсиады по шахматам среди студенток (г. Уфа, 2012);
- Победительница III Этапа Кубка России по шахматам среди женщин (г. Сатка, 2012); Набрав 8.5 очков из 9 Эльмира одержала убедительную победу, вернувшись в профессиональные шахматы после пятилетнего перерыва.
- Первая и единственная обладательница звания Международный гроссмейстер по шахматам среди женщин в г. Уфа и Республике Башкортостан;
- По мнению международных специалистов, Эльмира обладает универсальным стилем, прекрасным тактическим зрением, отменными спортивными качествами.
- Серебряный призёр открытого международного турнира, посвященного дню освобождения города Будва, обойдя множество сильных гроссмейстеров Балканского региона, Эльмира показала выдающийся результат и, проиграв лишь одну партию, заняла чистое второе место среди мужчин и первое место среди женщин (Будва, 19.11.2022)
- Серебряный призер открытого командного чемпионата Черногории (высшая лига) в составе команды "Черногорец" (01.05.2023-05.05.2023)
- Серебряный призер среди женщин в 4 открытом мемориале Алиева (13.05.2023)

## Награды и звания
- 2001 г. — Международный мастер по шахматам среди женщин
- 2002 г. — Мастер спорта России
- 2008 г. — Международный гроссмейстер по шахматам среди женщин

## Образование
- Закончила учёбу в Уфимском государственном нефтяном техническом университете (УГНТУ) по специальности инженер-программист.

## Увлечения
- Большой теннис
- Экстремальные виды спорта
- Автомобили
- Путешествия